# 泰德神父
泰德神父(Father Ted)是一部以天主教神父為主角的情境喜劇，由英國第四頻道發行。播出後在信仰天主教為主的愛爾蘭受到歡迎，曾數次獲得BAFTA獎項。共25集。.

## 劇情
故事發生在愛爾蘭的一個名叫Craggy小外島上。小島為劇中虛構，但連在劇中的愛爾蘭地圖也找不到，只知道在一處海上核廢料廠附近。故事主角泰德神父因為用善款到賭城旅遊，被天主教會放逐至島上。島上同教區還有天真愚昧的多格神父、老醉鬼傑克神父，兩人也是因為犯錯而流落至此。三人的宿舍是劇中最常出現的景點，起居則由太過熱情的多爾小姐打點。宿舍缺乏經費，設備壞掉也無法修理，傑克神父及客人則成天搞破壞。
泰德藉各種機會揩油，有時和其他神父來往或爭高下。有次得到教會原諒而回到都柏林，又隨即因帳目不清被趕回島上。多格無法分辨事實和幻想，需要泰德教他如何待人接物。傑克則幾乎總是在酒精中毒下，癱坐在沙發或輪椅（他可以走路）上白日夢，大多時間只能說「屁！」、「幹！」、「酒！」、「女人！」四個詞。神父們的直屬長官是布南主教，因為各種理由視察泰德的宿舍，對泰德和多格相當嚴厲，曾威脅把他們流放到更偏遠的教區，但其實比泰德腐敗許多，還育有一名私生子。
劇情環繞在三名神父及多爾小姐的日常生活：參與島上及教會的事務，應付多格和傑克無釐頭的行徑，還有直屬主教的要求，以及其他神父的戲弄。泰德往往為了自己的私慾，不想出糗或者再被主教處罰，說謊或打餿主意，而惹上大麻煩。劇中的神職人員多個性古怪，也常舉辦一些意義不明的活動。劇中充滿各式無釐頭之元素，像是一群神父困在百貨的女性內衣區動彈不得；或是泰德在模仿華人的時候，被他從不知道的小島唐人街居民瞧見，便立刻被所有島民視為種族歧視者。
劇中時有當時或日後出名的藝人客串演出，葛雷漢·諾頓便飾一位聒噪的神父數次登場。

## 文化影響
英國獨立報指出，泰德神父是愛爾蘭情境喜劇興起的先鋒。
英國衛報報導到，本劇雖由英國第四頻道出品，但製作和演員皆為愛爾蘭人，故事也發生在愛蘭蘭，擺脫愛爾蘭文化受英國眼光描繪的約制。在當時的愛爾蘭，天主教仍有龐大影響力，但本劇卻以滑稽的角度看待教會。泰德曾脫口說出：「(神父)和法西斯不一樣，法西斯穿著黑衣服，成天叫別人按他的意思做事⋯⋯。」。而在教會影響力持續消退的當下，也是過往保守愛爾蘭的寫照。
2007年，兩座愛爾蘭小島為了決定誰才是劇中小島的原型，決定以五人制足球分勝負。
在EU4中，便有成就以主角常用的狡辯：「（錢）只是暫存在我的戶頭。」(Just Resting In My Account)為名，成就的圖案則是泰德的大頭照，令敵方官員腐化以達成。
愛爾蘭郵政在2020年，也是首播25週年時，推出以劇中金句為主題的紀念郵票，反應熱烈導致郵局必須推遲其他郵票的生產。

## 外部連結
- BBC第四頻道泰德神父網頁 （页面存档备份，存于）
- 互联网电影数据库（IMDb）上《Father Ted》的资料（英文）